# Abdelmadjid Bouguerra
Pour les articles homonymes, voir Bouguerra.
 (septembre 2013).
Si vous disposez d'ouvrages ou d'articles de référence ou si vous connaissez des sites web de qualité traitant du thème abordé ici, merci de compléter l'article en donnant les références utiles à sa vérifiabilité et en les liant à la section « Notes et références ».
Abdelmadjid Bouguerra est un diplomate algérien, actuellement ministre délégué auprès du ministres de Affaires étrangères, chargé des affaires maghrébines et africaines.

## Carrière
- 2009-2011 : Ambassadeur d'Algérie en Allemagne
- 2007-2009 : Secrétaire-général du ministère des affaires étrangères
- 2005-2007 : Directeur-général des relations multilatérales au ministères des affaires étrangères
- 2002-2005 : Ambassadeur d'Algérie en Chine